# برونو اسکار اشمیت
برونو اسکار اشمیت (انگلیسی: Bruno Oscar Schmidt؛ زادهٔ ۶ اکتبر ۱۹۸۶) بازیکن والیبال ساحلی اهل برزیل است.
از افتخارات وی می‌توان به کسب مدال طلا در بازی‌های المپیک تابستانی ۲۰۱۶ اشاره کرد.